# Тея фон Гарбоу
Тея Ґабрієле фон Гарбоу (нім. Thea Gabriele von Harbou; нар. 27 грудня 1888 — пом. 1 липня 1954) — німецька акторка, сценаристка, письменниця-фантастка та продюсерка.

## Життєпис
Тея фон Гарбоу народилася 27 грудня 1888 року в Тауперліці під Гофом (Заале) в родині прусських аристократів: барона Теодора фон Гарбоу і його дружини Клотільди Констанс. Її дитинство пройшло в Нідерлесніці. У Дрездені відвідувала Гімназію королеви Луїзи. У шкільні роки Тея фон Гарбоу, під впливом захоплення романами Карла Мая, писала вірші для провінційних газет. У 1902 році за свій кошт видала першу збірку віршів. 
У 1905 році берлінська «Deutsche Roman-Zeitung» надрукувала її перший роман «Якщо настане ранок» («Wenn's Morgen wird»). 
У 1906 році фон Гарбоу дебютувала як акторка в театрі у Дюссельдорфі, потім виступала в театрах Веймара, Гемніца та Аахена. 
В Ахені 28 вересня 1914 року одружилася з актором Рудольфом Кляйн-Роґґе. 
Після успіху у публіки її роману «Ті, що йдуть по наших стопах» (Die nach uns kommen, 1910) та збірки «Війна і жінки» (Der Krieg und die Frauen, 1913) фон Гарбоу залишила сцену і стала професійною письменницею. У 1915 році оселилася з чоловіком у Нюрнберзі, у 1918 році пара переїхала до Берліна. 
У 1919 році почала роботу в кіно.

## Вибіркова фільмографія
- 1920 — Образ, що блукає (Das wandernde Bild, реж. Фріц Ланг)
- 1921 — Індійська гробниця (Das indische Grabmal, реж. Джое Май)
- 1921 — Втомлена Смерть (Der müde Tod, реж. Фріц Ланг)
- 1922 — Доктор Мабузе, гравець (Dr. Mabuse, der Spieler, реж. Фріц Ланг)
- 1922 — Примара (Phantom, реж. Фрідріх Вільгельм Мурнау)
- 1923 — Вигнання (Die Austreibung, реж. Фрідріх Вільгельм Мурнау)
- 1924 —  Нібелунги  (Die Nibelungen, реж. Фріц Ланг)
- 1924 — Великий князь фінансів (Die Finanzen де Grossherzogs, реж. Фрідріх Вільгельм Мурнау)
- 1925 — Хроніка Ґрісгуса (Zur Хроніка фон Grieshuus, реж. Артур фон Ґерлах[de])
- 1927 — Метрополіс (Metropolis, реж. Фріц Ланг)
- 1928 —  Шпигуни (Spione, реж. Фріц Ланг)
- 1929 — Жінка на Місяці (Frau im Mond, реж. Фріц Ланг)
- 1931 — М (Eine Stadt sucht einen Mörder, реж. Фріц Ланг)
- 1932 — Заповіт доктора Мабузе (Das Testament des Dr. Mabuse, реж. Фріц Ланг)
- 1938 — Індійська гробниця (Das indische Grabmal, реж. Ріхард Айхберґ[de])
- 1959 — Індійська гробниця (Das indische Grabmal, реж. Фріц Ланг)

## Науково-фантастичні книги
- «Маски смерті» [Die Masken des Todes] (1915).
- «Острів безсмертних» [Die Insel der Unsterblichen] (1926).
- «Метрополис» [Metropolis] (1926) У співавторстві з Фріцем Лангом
- «Жінка на Місяці» [Frau im Mond] (1928). У співавторстві з Фріцем Лангом